# Trattato di Saint-Germain-en-Laye (1632)
Il trattato di Saint-Germain-en-Laye fu sottoscritto tra Regno di Francia e Regno d'Inghilterra il 29 marzo 1632. Riguardava la restituzione del Canada e dell'Acadia alla Francia. Conta undici articoli.
Nel 1627 gli inglesi, senza alcuna dichiarazione di guerra, attaccarono le colonie francesi in Nordamerica e sequestrarono le navi mercantili. Dopo la conquista di Québec da parte dei fratelli Kirke, Carlo I d'Inghilterra si rifiutò di restituire la colonia alla Francia, accusando Luigi XIII di Francia di non aver pagato la dote della sorella Henriette. Alla fine il re d'Inghilterra cedette e restituì il possedimento alla Francia.